# Viola (Delaware)
Viola – miasto w Stanach Zjednoczonych, w stanie Delaware, w hrabstwie Kent.